# INI (format de fitxer)
Fitxer d'Inicialització o fitxer Ini és un fitxer de configuració que conté dades d'aplicacions Microsoft Windows.
A partir de Windows 95 la funcionalitat del format Ini va ser duplicada per la base de dades Registre de Windows encara que no del tot substituïda. Recentment XML ha esdevingut la codificació preferida per a fitxers de configuració, però el format Ini encara es fa servir degut a la seva simplicitat.
Encara que popularitzat per Windows el format Ini s'utilitza en altres sistemes operatius. Permet desar-hi dades de configuració amb un accés fàcil per a la lectura i modificació.

## Format del fitxer
```
[secció1]

; comentari dins la secció 1
var1 = abc
var2 = 451

[secció2]

; un altre comentari
var3 = 123
var4 = dfg

```

### Format
Els elements d'un fitxer Ini són:
SeccionsComencen amb una línia que conté una declaració de secció amb un nom de secció entre claus rectangulars com ara [secció1]
ParàmetresConsisteixen en una línia dins la secció amb un nom, anomenat clau, un signe = i un text fins a final de línia que expresa el valor del paràmetre.
ComentariLes línies que comencen amb punt i coma, es consideren comentaris i el seu contingut és ignorat a efectes de dades.

### Diferències
El format Ini no està normalitzat i alguns sistemes interpreten elements de manera diferent.
EntrecometesLa implementació de Microsoft Windows elimina els apostrofs o dobles cometes a l'entorn dels valors dels paràmetres.
ComentarisProgrames com ara Samba admeten tant # com ; com a inici de comentari.
Valors multilíniaEn uns sistemes una barra invertida a final de línia \ permet continuar el valor a la línia següent. En altres s'admeten seqüències d'escapament \n per a indicar salt línia dins el valor.
Paràmetres duplicatsNo hi hauria d'haver paràmetres amb el mateix nom en una mateixa secció. En cas d'haver-n'hi depèn de la implementació si es pren el primer o el darrer.
Seccions duplicadesEn cas de seccions amb el mateix nom, la darrera sbustitueix l'anterior en algunes implementacions. En d'altres la llista de paràmetres d'ambdues es fusiona.
: en comptes de =Algunes implementacions admeten : com a separador entre clau i valor d'un paràmetre.